# 道格拉斯DC-5
道格拉斯DC-5能容納16名乘客，其設計航程比較短，是道格拉斯系列中最乏名的飛機。在1940年代，許多航空公司取消訂單，結果使DC-5只生產出5架。此時正值第二次世界大戰，道格拉斯公司正轉型為生產軍用飛機，而DC-5為其中的佼佼者。
不管是商用飛機還是軍用飛機，道格拉斯的直接競爭對手是波音公司。當時四架DC-5售於荷蘭皇家航空用作在爪哇撤離人員之用。其中1架遭日軍佔領，日軍把它用作運輸機，並隱藏該飛機的日本圖案。大戰結束後，2架DC-5運往澳洲服務，而另一架則運往以色列作軍用飛機。

## 型號
- DC-5：首個型號，用作商業用途，只生產了5台（包括原型機）
- C-110：專為美國陸軍航空隊（美國空軍前身）而設計的，只生產了1台
- R3D-1：為海軍而設計的，能降落於航空母艦上，只生產了3台
- R3D-2：為美國海軍陸戰隊而設計的，用作空降傘兵，能容納22人，只生產了4台
- R3D-3：為波音而設計的私人飛機，後轉為軍事用途

## 類似機型
- A-20浩劫攻擊機
- 德哈維蘭弗拉明戈